# 羽地御殿
羽地御殿（はねじうどぅん）は、小禄御殿二世・尚弘業・浦添王子朝喬の三男・羽地王子朝元（三世）を系祖とする琉球王族。第二尚氏の分家で、代々羽地間切（現：名護市羽地地区、屋我地地区）の按司地頭を務めた琉球王国の大名。
初代・朝元（三世）は1592年に羽地間切を賜り、以後代々羽地を家名とした。五世・朝泰の三女は尚質王の妃である。六世・朝秀は尚質王、尚貞王の摂政を務め、琉球の五偉人の一人に挙げられる大政治家である。十二世・朝美も尚灝王の摂政を務めた。

## 系譜
- 三世・羽地王子朝元
- 四世・羽地按司朝安
- 五世・羽地王子朝泰
- 六世・羽地王子朝秀
- 七世・羽地按司朝字
- 八世・羽地按司朝維
- 九世・羽地按司朝興
- 十世・羽地按司朝季
- 十一世・羽地按司朝英
- 十二世・羽地王子朝美
- 十三世・羽地按司朝照（朝美の弟・翁長親方朝典の次男。朝美の養子となる。）
- 十四世・羽地按司（名不詳）
- 十五世・羽地按司朝栓

※初代・朝元は小禄御殿三世なので、羽地御殿の系譜では三世から始まる。